# 가나-영국 관계
가나–영국 관계는 가나와 영국 간의 외교적, 역사적, 무역 관계를 말한다. 현대적인 의미의 가나-영국 관계는 1957년 가나가 영국으로부터 독립하여 가나 자치령이 되면서 시작되었다.

## 개요
사람들은 오늘날 가나로 알려진 지역과 영국 사이를 1555년부터 오가며 이주해왔다. 1880년부터 1919년 사이에는 약 150명의 가나인이 영국에 거주하고 있었다. 1961년 인구 조사에서는 약 1만 명의 가나인이 영국에 거주하는 것으로 기록되었으며, 1957년부터 1980년 사이에 경제적 상황으로 인해 가장 많은 수의 가나인이 영국으로 이주하였다. 가나는 1957년에 영국으로부터 독립한 최초의 아프리카 국가였다. 2001년에는 약 56,112명의 영국-가나인이 영국에 거주하였고, 2011년 인구 조사에 따르면 95,666명으로 증가하였으며, 국가통계청은 2019년 이를 114,000명으로 보고하였다. 이들 중 다수는 그레이터런던과 맨체스터에 거주하고 있다. 브렉시트가 완료된 후, 양국은 2020년 3월 2일 약 12억 파운드 규모의 임시 무역 협정을 체결하였다.